# Everyday、カチューシャ
「Everyday、カチューシャ」（エブリデイ カチューシャ、Everyday, Kachuusha）は、日本の女性アイドルグループ・AKB48の楽曲。秋元康が作詞、井上ヨシマサが作曲を手掛けた。2011年（平成23年）5月25日にAKB48のメジャー21作目のシングルとしてキングレコードから発売された。楽曲のセンターポジションは前田敦子が務めた。

## 背景とリリース
前作「桜の木になろう」から約3か月ぶりのシングルで、2011年のシングル第2弾。
楽曲のシングル盤は「Type-A」の「初回限定盤」と「通常盤」、「Type-B」の「初回限定盤」と「通常盤」、サイト「キャラアニ」を通して発売された「劇場盤」の5種類がリリースされている。「劇場盤」はCDのみの形態であり、それ以外の4種類はDVDが付属している。「Type-A」および「Type-B」のそれぞれにおける「初回限定盤」と「通常盤」は収録トラックが同一であり、封入特典が異なる。4種類の共通特典として、本楽曲の次にリリースされるシングル曲の歌唱メンバーをファンによる投票で決めるイベント『AKB48 22ndシングル 選抜総選挙』の投票券が期間限定で封入されている。これに加え「初回限定盤」の2種類には「全国握手会イベント powered by ネ申テレビ」の参加券が封入されている。「劇場盤」には「劇場盤発売記念大握手会」の参加券および「メンバー個別総選挙ポスター風生写真」1枚が封入されている。なお、2011年3月11日に発生した東日本大震災を受けて立ち上げられた「「誰かのために」プロジェクト」の一環として、CDの売り上げの一部が被災者支援に使われている。
選抜メンバーの人数は当時として過去最多となる26人で、初選抜は山本彩（NMB48）、横山由依、渡辺美優紀（NMB48）の3人。いずれも関西出身。横山由依が9期生として初めての選抜入りで、山本彩と渡辺美優紀の2人がNMB48のメンバーとして初めての選抜入りとなった。選抜復帰のメンバーは7人で、倉持明日香と佐藤すみれの2人が、2010年12月の19thシングル『チャンスの順番』以来、5か月（2作）ぶり、宮崎美穂が、2010年8月の17thシングル『ヘビーローテーション』以来、9か月（4作）ぶり、多田愛佳が、2009年8月の13thシングル『言い訳Maybe』以来、1年9か月（8作）ぶり、小森美果が、2009年6月の12thシングル『涙サプライズ!』以来、1年11か月（9作）ぶり、菊地あやかが、2008年6月の9thシングル『Baby! Baby! Baby!』以来、2年11か月（12作）ぶり、増田有華が、2007年7月の4thシングル『BINGO!』以来、3年10か月（17作）ぶりの選抜入りとなった。また、菊地あやかは活動再開後、初めての選抜入りとなった。前作の選抜メンバー16人は全員引き続き選抜入りした。
キャッチコピーは「女の子たちが集まると、とっておきの夏が来る」。
楽曲のミュージック・ビデオの監督は本広克行が担当した。全篇グアムで撮影され、過去のAKB48のシングル曲のミュージック・ビデオをオマージュしている。グアムでの撮影中に東北地方太平洋沖地震（東日本大震災）が発生し、渡航していたメンバーは慌てて日本の家族に連絡を取ったという。
「Everyday、カチューシャ」は、2011年4月16日の京セラドーム大阪で行われた全国握手会イベント中に初披露された。また、『ミュージックステーション』（テレビ朝日系）では、2011年5月27日、6月10日、12月23日（『ミュージックステーションスーパーライブ2011』）、2013年6月7日、12月27日（『ミュージックステーションスーパーライブ2013』）、2015年9月23日（『ウルトラFES』）の6回披露されている。
AKB48の姉妹グループであるSDN48の3rdシングル『MIN・MIN・MIN』Type Bにはこの曲のSDN48バージョンが収録されている。

## アートワーク
| Type-A（数量限定生産盤） | 板野友美、前田敦子                       |
| Type-B（数量限定生産盤） | 大島優子、柏木由紀、小嶋陽菜、高橋みなみ |
| Type-A（通常盤）         | 板野友美、篠田麻里子、前田敦子、渡辺麻友 |
| Type-B（通常盤）         | 大島優子、柏木由紀、小嶋陽菜、高橋みなみ |
| 劇場盤                   | 前田敦子、松井珠理奈、山本彩             |

## チャート成績
『Everyday、カチューシャ』のシングルCDの初回出荷枚数は145万枚で、自身のシングルの初回出荷枚数の最高記録を更新した。キングレコードによるとその後、2011年5月27日に出荷枚数は165万枚を超えた。
発売前日の2011年5月24日付オリコンデイリーシングルチャートで推定売上枚数約94万2000枚を記録。前作『桜の木になろう』の記録を抜き、デイリーシングルチャートでの推定売上枚数公開以降の最高枚数を更新した。また、この1日で『桜の木になろう』の週間チャートでの初動売上（約94万2000枚）とほぼ同枚数を売り上げた。発売当日（集計2日目）の2011年5月25日付同チャートでは約14万2000枚を記録した。2日の集計で推定売上枚数の合計が約108万5000枚となり、ミリオンセラーを達成した。発売初週でのミリオンセラー達成は宇多田ヒカルの『Addicted To You』（1999年11月発売）以来約11年6か月ぶり、史上4作目の記録。同時に『Addicted To You』の初動売上（約106万8000枚）を抜き、女性アーティストによるシングル最高初動売上記録の更新も達成している。この段階において、全アーティストを含めた歴代初動売上ランキングで2位に位置付け、自身最高のシングル売り上げ記録を更新した。
2011年6月6日付オリコン週間シングルチャートで初登場1位を記録した。チャート1位は『RIVER』から8作連続となり、これは女性グループとしてはピンク・レディー以来約32年8か月ぶりの記録。最終的な初動売上は約133万4000枚となり、1996年2月にMr.Childrenの『名もなき詩』が記録したシングル初動売上記録（約120万8000枚）を約15年4か月ぶりに更新した。なお、デイリーチャートの段階では2011年5月28日付（集計5日目）で推定売上枚数が合計125万4000枚に達し、この時点で『名もなき詩』の初動売上を上回っていた。また、ミリオンセラー達成は前作『桜の木になろう』に続き史上245作目、AKB48の作品としては通算3作目となった。
2011年度のオリコン上半期ランキングでは1位を記録。また、『桜の木になろう』が2位となり、AKB48の作品が1位・2位を独占した。同一アーティストによる上半期ランキングの1位・2位独占は、ピンク・レディー（1978年）、光GENJI（1988年）、嵐（2009年・2010年）に続く史上4組目となった。2012年4月23日付けのオリコンチャートで累計売上160万4000枚を突破し、『それが大事』を抜いてオリコン歴代シングルチャート66位を記録した。21世紀に発売されたシングルCDとしてはSMAPの『世界に一つだけの花（シングル・ヴァージョン）』、自身のシングル『真夏のSounds good !』、同じく『さよならクロール』、修二と彰の『青春アミーゴ』、自身のシングル『フライングゲット』に次ぐ5番目の売り上げを記録している。

## メディアでの使用
楽曲は以下のメディアで使用された。
- 東宝配給映画『もし高校野球の女子マネージャーがドラッカーの『マネジメント』を読んだら』主題歌
- ファミリー劇場『AKB48 ネ申テレビ シーズン6』主題歌
- UHA味覚糖『ぷっちょ×AKB48』「海辺A篇」・「海辺B篇」CMソング
- 家庭教師のトライ『家庭教師のトライ×AKB48』「AKB48夏キャンペーン1篇」・「AKB48夏キャンペーン2篇」・「AKB48合格グッズ ダイアリー&消しゴム篇」CMソング
- アサヒ飲料「WONDA」『AKB48×WONDA』「映画もしドラ応援篇」
- 第84回選抜高等学校野球大会入場行進曲

このほか、フジテレビ系ドラマ『踊る大捜査線 THE LAST TV サラリーマン刑事と最後の難事件』の劇中で使用されている（監督はMV演出を担当した本広克行）。
また、2017年の金子修介監督による日本映画『リンキング・ラブ』において、1991年にタイムスリップした主人公が若き日の大学生である母親たちと結成した学園祭アイドルグループ「ASG16」が本曲を劇中で歌唱している。

## シングル収録トラック

### Type-A
「数量限定生産盤」と「通常盤」の2種類が存在するが、収録トラックは同一である。
| #         | タイトル                                     | 作詞      | 作曲         | 編曲         | 時間  |
| --------- | -------------------------------------------- | --------- | ------------ | ------------ | ----- |
| 1.        | 「Everyday、カチューシャ」                   | 秋元康    | 井上ヨシマサ | 井上ヨシマサ | 5:13  |
| 2.        | 「これからWonderland」                       | 秋元康    | 井上ヨシマサ | 井上ヨシマサ | 4:26  |
| 3.        | 「ヤンキーソウル」                           | 秋元康    | JUNKOO/Moi   | 武藤星児     | 3:31  |
| 4.        | 「Everyday、カチューシャ（off vocal ver.）」 |           | 井上ヨシマサ | 井上ヨシマサ | 5:13  |
| 5.        | 「これからWonderland（off vocal ver.）」     |           | 井上ヨシマサ | 井上ヨシマサ | 4:25  |
| 6.        | 「ヤンキーソウル（off vocal ver.）」         |           | JUNKOO/Moi   | 武藤星児     | 3:29  |
| 合計時間: | 合計時間:                                    | 合計時間: | 合計時間:    | 合計時間:    | 26:17 |

| #  | タイトル                                            | 作詞 | 作曲・編曲 | 監督     |
| -- | --------------------------------------------------- | ---- | ---------- | -------- |
| 1. | 「Everyday、カチューシャ」                          |      |            | 本広克行 |
| 2. | 「これからWonderland」                              |      |            | 中村太洸 |
| 3. | 「ヤンキーソウル」                                  |      |            | 佐藤太   |
| 4. | 「Everyday、カチューシャ Music Clip〈Drama ver.〉」 |      |            |          |
| 5. | 「AKB48ちょの続・ショートコンちょ3連発!（Type-A）」 |      |            |          |

### Type-B
「数量限定生産盤」と「通常盤」の2種類が存在するが、収録トラックは同一である。
| #         | タイトル                                     | 作詞      | 作曲         | 編曲         | 時間  |
| --------- | -------------------------------------------- | --------- | ------------ | ------------ | ----- |
| 1.        | 「Everyday、カチューシャ」                   | 秋元康    | 井上ヨシマサ | 井上ヨシマサ | 5:13  |
| 2.        | 「これからWonderland」                       | 秋元康    | 井上ヨシマサ | 井上ヨシマサ | 4:26  |
| 3.        | 「人の力」(アンダーガールズ)                 | 秋元康    | 関淳二郎     | 関淳二郎     | 4:30  |
| 4.        | 「Everyday、カチューシャ（off vocal ver.）」 |           | 井上ヨシマサ | 井上ヨシマサ | 5:13  |
| 5.        | 「これからWonderland（off vocal ver.）」     |           | 井上ヨシマサ | 井上ヨシマサ | 4:25  |
| 6.        | 「人の力（off vocal ver.）」                 |           | 関淳二郎     | 関淳二郎     | 4:30  |
| 合計時間: | 合計時間:                                    | 合計時間: | 合計時間:    | 合計時間:    | 28:17 |

| #  | タイトル                                            | 作詞 | 作曲・編曲 | 監督     |
| -- | --------------------------------------------------- | ---- | ---------- | -------- |
| 1. | 「Everyday、カチューシャ」                          |      |            | 本広克行 |
| 2. | 「これからWonderland」                              |      |            | 中村太洸 |
| 3. | 「人の力」                                          |      |            | 丸山健志 |
| 4. | 「Everyday、カチューシャ Music Clip〈Dance ver.〉」 |      |            |          |
| 5. | 「AKB48ちょの続・ショートコンちょ3連発!（Type-B）」 |      |            |          |

### 劇場盤
| #         | タイトル                                     | 作詞      | 作曲         | 編曲         | 時間  |
| --------- | -------------------------------------------- | --------- | ------------ | ------------ | ----- |
| 1.        | 「Everyday、カチューシャ」                   | 秋元康    | 井上ヨシマサ | 井上ヨシマサ | 5:13  |
| 2.        | 「これからWonderland」                       | 秋元康    | 井上ヨシマサ | 井上ヨシマサ | 4:27  |
| 3.        | 「アンチ」(チーム研究生)                     | 秋元康    | ツキダタダシ | ツキダタダシ | 4:11  |
| 4.        | 「Everyday、カチューシャ（off vocal ver.）」 |           | 井上ヨシマサ | 井上ヨシマサ | 5:13  |
| 5.        | 「これからWonderland（off vocal ver.）」     |           | 井上ヨシマサ | 井上ヨシマサ | 4:25  |
| 6.        | 「アンチ（off vocal ver.）」                 |           | ツキダタダシ | ツキダタダシ | 4:10  |
| 合計時間: | 合計時間:                                    | 合計時間: | 合計時間:    | 合計時間:    | 27:38 |

## 選抜メンバー
- 板野友美
- 大島優子
- 多田愛佳
- 河西智美
- 柏木由紀
- 菊地あやか
- 北原里英
- 倉持明日香
- 小嶋陽菜
- 小森美果
- 指原莉乃
- 佐藤すみれ
- 篠田麻里子
- 高城亜樹
- 高橋みなみ
- 前田敦子
- 増田有華
- 松井珠理奈 [注釈 5]
- 松井玲奈 [注釈 5]
- 峯岸みなみ
- 宮崎美穂
- 宮澤佐江
- 山本彩 [注釈 6]
- 横山由依
- 渡辺麻友
- 渡辺美優紀 [注釈 6]

## 収録アルバム
- 1830m
- 0と1の間

## JKT48によるカバー
AKB48の姉妹グループであるJKT48が本楽曲を「Everyday, Kachuusha」のタイトルでカバーし、グループの19作目のシングル「Everyday, Kachuusha/UZA」（「UZA」とのWシングル）として、2018年7月7日にMUSIC DOWNLOAD CARD、同年8月にシングルCDとしてHits Recordsから発売された。本作はJKT48の改革を目的としたプロジェクト「JKT48 RE:BOOST」の一環として企画されたものである。
歌詞は全編にわたってインドネシア語に翻訳したもの。楽曲のセンターポジションはアディスティ・ザラが務める。
カップリングでは他に、「イマパラ」（AKB48）、「強き者よ」（SKE48）、「涙のシーソーゲーム」（AKB48）のカバーが収録されている。

### シングル収録トラック (JKT48)

#### MUSIC DOWNLOAD CARD
| 全作曲・編曲: 井上ヨシマサ。 |                         |      |              |
| #                            | タイトル                | 作詞 | 作曲・編曲   |
| 1.                           | 「Everyday, Kachuusha」 |      | 井上ヨシマサ |
| 2.                           | 「UZA」                 |      | 井上ヨシマサ |

#### Regular Edition
| #  | タイトル                                               | 作詞 | 作曲         | 編曲           |
| -- | ------------------------------------------------------ | ---- | ------------ | -------------- |
| 1. | 「Everyday, Kachuusha」                                |      | 井上ヨシマサ | 井上ヨシマサ   |
| 2. | 「UZA」                                                |      | 井上ヨシマサ | 井上ヨシマサ   |
| 3. | 「Sekarang Para - Imapara」                            |      | 板垣祐介     | 板垣祐介       |
| 4. | 「Wahai Kesatria - Tsuyokimono yo」                    |      | 上田晃司     | 野中“まさ”雄一 |
| 5. | 「Seesaw Game Penuh Air Mata - Namida no Seesaw Game」 |      | 松本俊明     | 中西亮輔       |

| #  | タイトル                              | 作詞 | 作曲・編曲 | 監督 |
| -- | ------------------------------------- | ---- | ---------- | ---- |
| 1. | 「Everyday, Kachuusha (Music Video)」 |      |            |      |
| 2. | 「UZA (Music Video)」                 |      |            |      |
| 3. | 「MV Behind the Scene」               |      |            |      |

#### 配信
| #  | タイトル                                               | 作詞 | 作曲         | 編曲           | 時間 |
| -- | ------------------------------------------------------ | ---- | ------------ | -------------- | ---- |
| 1. | 「Everyday, Kachuusha」                                |      | 井上ヨシマサ | 井上ヨシマサ   | 5:13 |
| 2. | 「Sekarang Para - Imapara」                            |      | 板垣祐介     | 板垣祐介       | 3:22 |
| 3. | 「Wahai Kesatria - Tsuyokimono yo」                    |      | 上田晃司     | 野中“まさ”雄一 | 4:18 |
| 4. | 「Seesaw Game Penuh Air Mata - Namida no Seesaw Game」 |      | 松本俊明     | 中西亮輔       | 4:41 |

### 選抜メンバー (JKT48)
- アディスティ・ザラ
- アニンディタ・ラーマ・チャヒャディ
- アヤナ・シャハブ
- シンディ・ハプサリ・マハラニ・プジアントロ・プトゥリ
- シンディ・ユフィア
- イヴ・アントワネット・イヒワン
- フェニ・フィトゥリヤンティ
- マデ・デヴィ・ラニタ・ニンタラ
- ミシェル・クリスト・クスナディ
- ヌルハヤティ
- プティ・ナディラ・アザリア
- シャニア・グラシア
- シャニ・インディラ・ナティオ
- シャニア・ジュニアナタ
- タリア・イファンカ・エリザベス
- フィフィヨナ・アプリアニ